# John Bryant (rugbista)
John Bryant (Australia, 20 de febrero de 2003) es un jugador profesional australiano de rugby que se desempeña en la posición de hooker en Queensland Reds, equipo perteneciente a la liga Súper Rugby.

## Carrera
En 2022, Bryant se unió al equipo Souths Rugby (2022-2023), después pasó a Queensland Reds, donde lleva jugando una temporada. También fue parte de la Selección juvenil de rugby de Australia.